# Topographia Germaniae

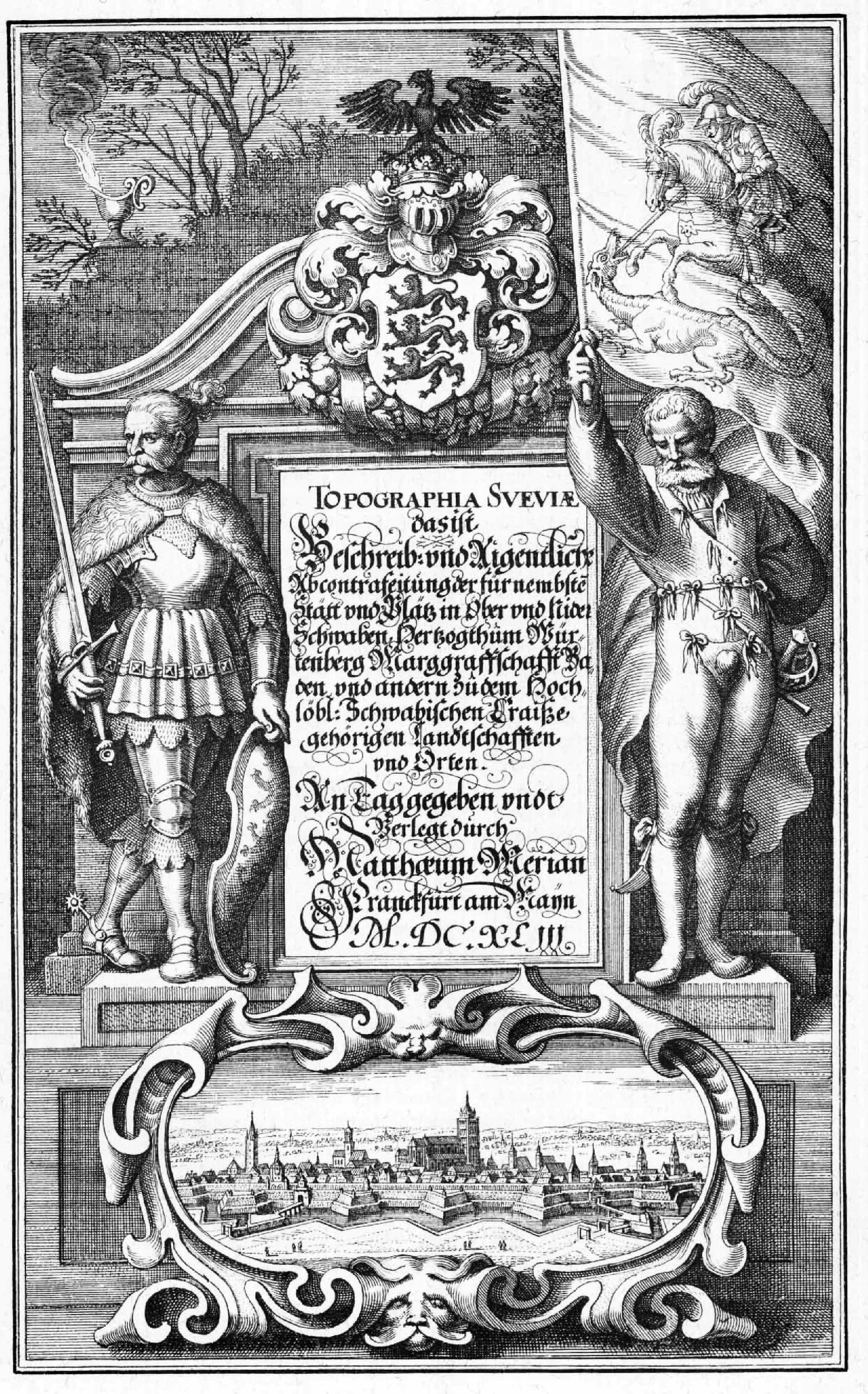
Page de titre de la Topographia Sueviae, le volume sur la Souabe.

La Topographia Germaniae est une des œuvres maîtresses du graveur sur cuivre et éditeur Matthäus Merian l’Ancien. Il réalisa la Topographia avec Martin Zeiller (1589-1661), originaire d’Ulm (Allemagne), responsable de la rédaction des textes. 
L’œuvre présente de façon très détaillée plus de 2 000 vues de villes, bourgs, châteaux et cloîtres remarquables ; aujourd’hui encore elle est considérée comme l’une des œuvres majeures de l’illustration géographique. 

## Naissance de l’œuvre
C’est en 1642, sous le titre de Topographia Germaniae, que Matthäus Merian commença à éditer cette œuvre topographique complète de grande envergure représentant des villes. Après les succès de son histoire contemporaine Theatrum Europaeum (1635) et de sa cosmographie Archontologia cosmica (1638), il souhaitait rassembler et compléter de manière systématique les épreuves et dessins de vues de villes, paysages et cartes qu’il collectionnait depuis trois décennies. Il avait été encouragé à réaliser ce grand travail d’édition par le très bon succès de vente du Thesaurus philopoliticus (de) publié à partir de 1623 à Francfort-sur-le-Main par Daniel Meisner et Eberhard Kieser, et auquel il participait périodiquement, réalisant les dessins et les gravures. 
Merian publia sa Topographia Germaniae dans sa maison d’édition à Francfort. L’ouvrage parut d’abord en 16 volumes (de 1642 à 1654), puis fut suivi jusqu’en 1688 de volumes supplémentaires, décrivant d’autres lieux en Europe comme la France, l’Italie et la Crête. L’œuvre complète comptait finalement 30 volumes soit un total de 92 cartes et 1 486 gravures sur cuivre avec 2 142 vues simples ; c’était alors l’une des plus grandes publications de son temps. Après la mort de Merian en 1650, ses fils Matthäus le Jeune et Caspar poursuivirent l’œuvre de leur père.

## Les plus célèbres ouvrages

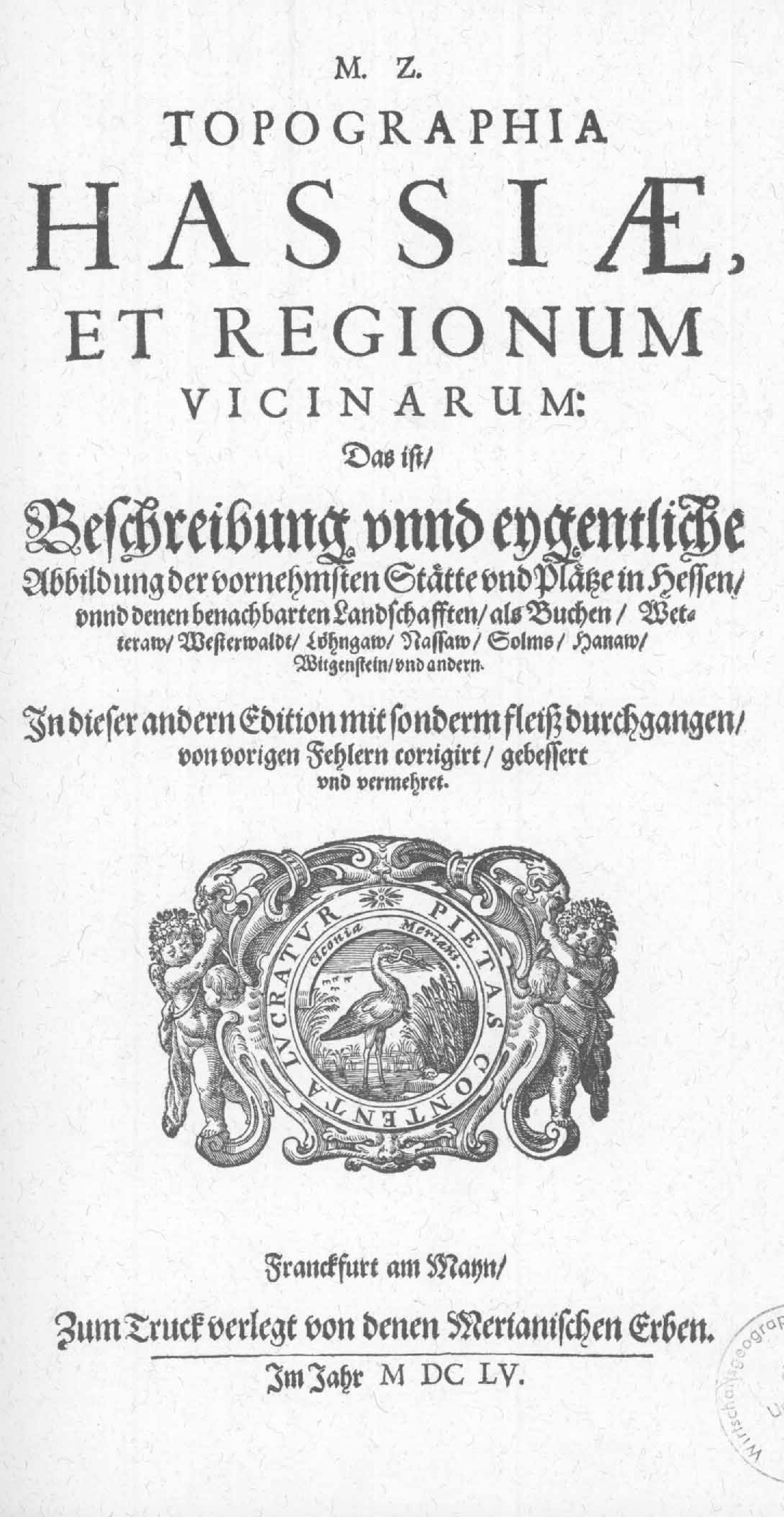
Page de garde de la Topographia Hassiae et Regionum Vicinarum, le volume sur la Hesse.

Les plus célèbres ouvrages de son œuvre complète, classés chronologiquement, avec leurs années de publication et de réédition :
1. Topographia Helvetiae, Rhaetiae et Valesiae (Suisse, Rhétie, Valais), 1642 & 1654
2. Topographia Sueviae (Souabe), 1643 & 1656
3. Topographia Alsatiae (Alsace), 1643/44 & 1663
4. Topographia Bavariae (Bavière), 1644 & 1657
5. Topographia Palatinatus Rheni et Vicinarum Regionum (Palatinat rhénan), 1645 & 1672
6. Topographia Archiepiscopatuum Moguntinensis, Trevirensis et Coloniensis (archevêchés de Mayence, Trèves et Cologne), 1646 & 1675
7. Topographia Hassiae et Regionum Vicinarum (Hesse), 1646 & 1655
8. Topographia Westphaliae (Westphalie), 1647 & 1660
9. Topographia Franconiae (Franconie), 1648 & 1656
10. Topographia Provinciarum Austriacarum (Autriche), 1649 & 1656
11. Topographia Bohemiae, Moraviae et Silesiae (Bohême, Moravie et Silésie), 1650 & 1660
12. Topographia Superioris Saxoniae, Thüringiae, Misniae, Lusatiae (Haute-Saxe, Thuringe, Misnie, Lusace), 1650 & 1690
13. Topographia Electoratus Brandenburgici et Ducatus Pomeraniae (électorat de Brandebourg et duché de Poméranie), 1652 & 1680
14. Topographia Saxoniae Inferioris (Basse-Saxe), 1653 & 1685
15. Topographia und Eigentliche Beschreibung der… Herzogthumer Braunschweig und Lüneburg (duché de Brunswick-Lunebourg), 1654 & 1658
16. Topographia Circuli Burgundici (Pays-Bas et Bourgogne), 1654 & 1659

Les titres latins de chaque ouvrage étaient suivis d’une traduction libre du titre en allemand, comme par exemple celui de la 2e édition du 3e volume, Topographia Alsatiae : « Das ist Vollkömliche Beschreibung und eygentliche Abbildung der vornehmbsten Städt und Oerther im Obern und Untern Elsaß auch den benachbarten Sundgöw, Brißgöw, Graffschafft Mümpelgart, und andern Gegenden » (« Ceci est la description complète et la représentation exacte des villes et lieux les plus respectables de Haute et de Basse-Alsace, et des régions voisines, le Sundgau, le Brisgau, le comté de Montbéliard, et d’autres régions. »
Merian avait classé ses 16 volumes par ordre chronologique, mais ne les avait pas numérotés. Ce sont ses héritiers seulement qui commencèrent à inscrire une numérotation dans le registre principal de 1672, numérotation toutefois arbitraire et non conforme à la présentation d’usage de l’époque. La numérotation ci-dessus tient compte des résultats d’études récentes qui constituent aussi la base de numérotation des éditions fac-similé de la maison d’édition Bärenreiter-Verlag.
La première édition d’un volume de la Topographia était à chaque fois complétée, quelques années après sa publication, d’un volume dit «en annexe», lequel était par la suite intégré à la deuxième édition actualisée. Tous les volumes connurent au moins deux éditions remaniées et complétées.

## Description
Chaque volume de la Topographia est introduit par une préface de l’éditeur, suivie d’une description géographique et historique du pays. On trouve ensuite une liste des gravures figurant dans l’ouvrage (avec un renvoi de page) et un registre alphabétique des « villes, petites villes, bourgs, villages, cloîtres, vallées, montagnes, forêts, lacs, rives et rivières etc. qui se trouvent dans cette vaste Topographia Alsatiae » (traduction de l’extrait de la 2e édition du 3e volume). Les vues de villes constituent la partie principale de chaque volume, avec une courte description de la ville représentée et un résumé de son histoire.
On peut trouver comme gravure des cartes régionales, des plans de ville, des vues de lieux, des vues détaillés de bâtiments urbains et des représentations d'œuvres. 

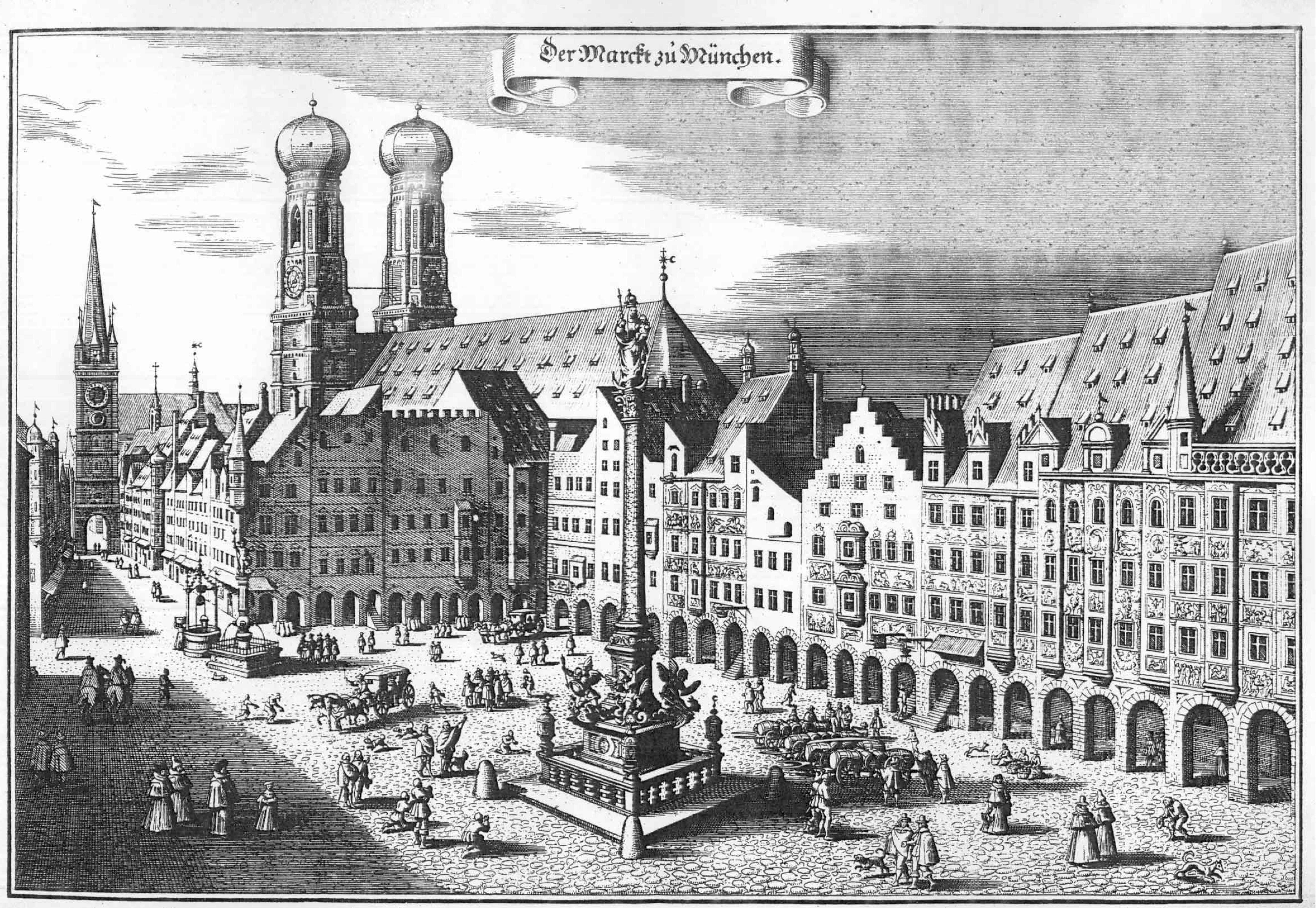
Vue du marché de Munich.
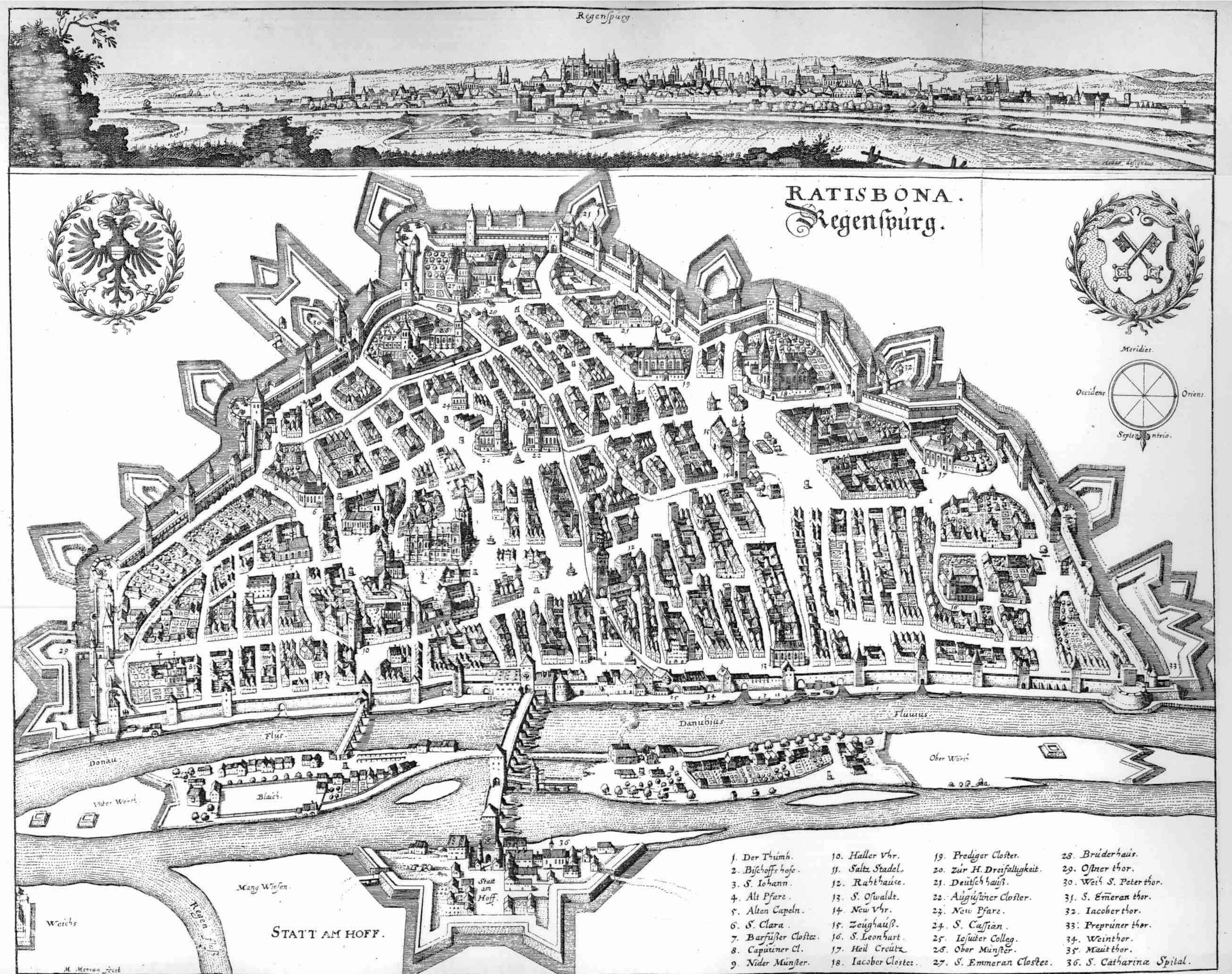
Plan et vue de Ratisbonne.
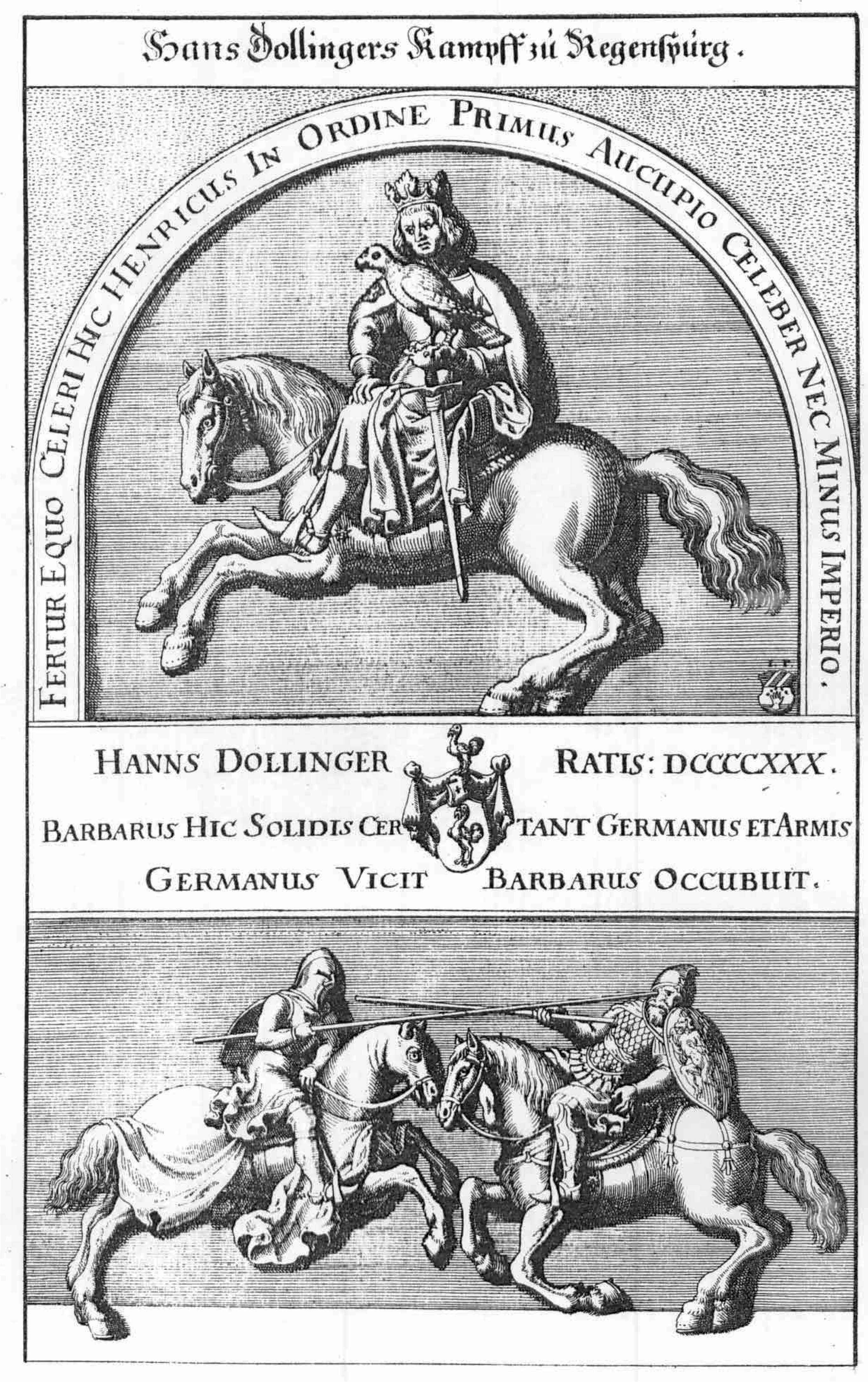
Représentation d'une œuvre à Ratisbonne.
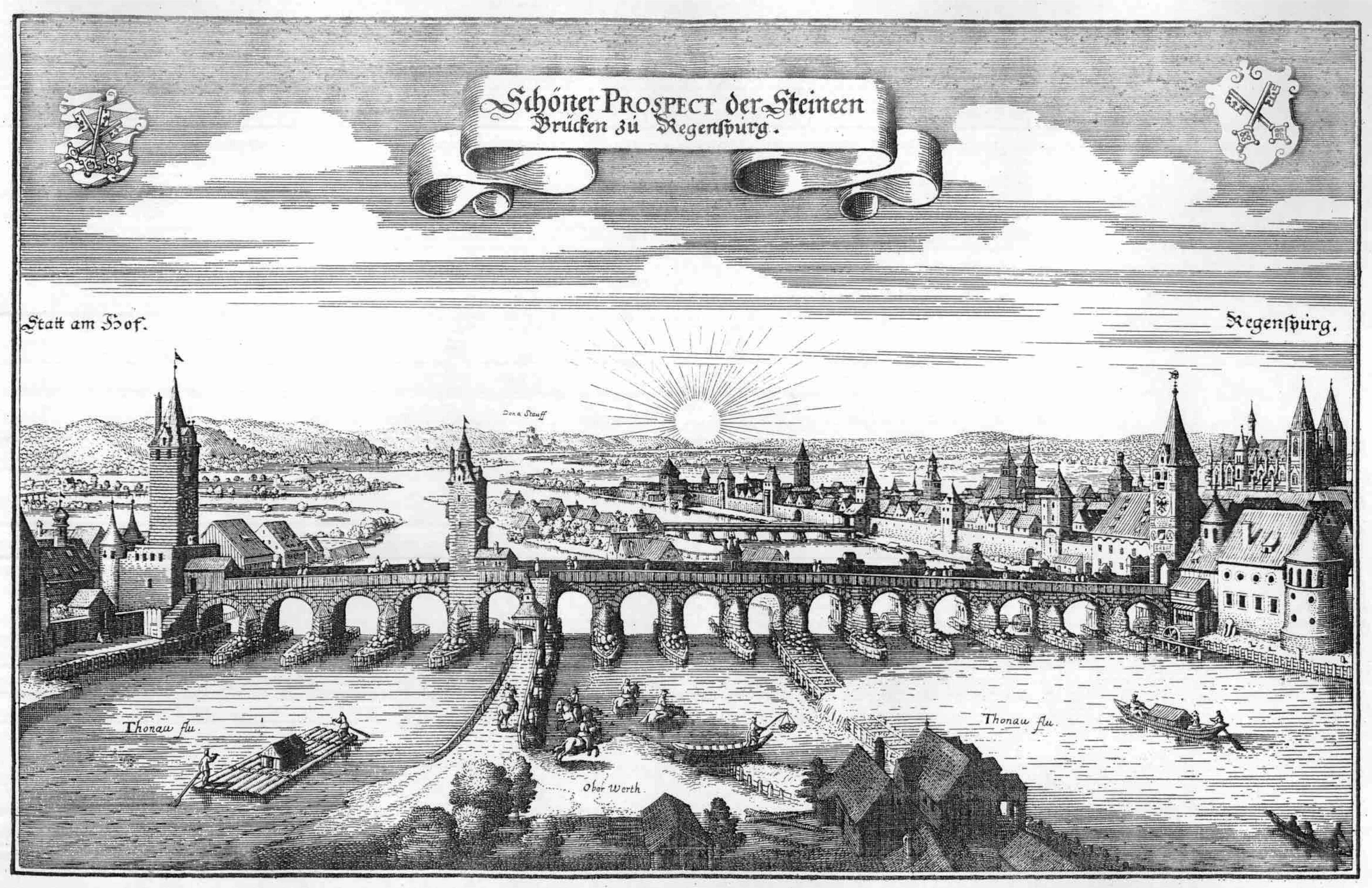
Vue du pont de Ratisbonne.
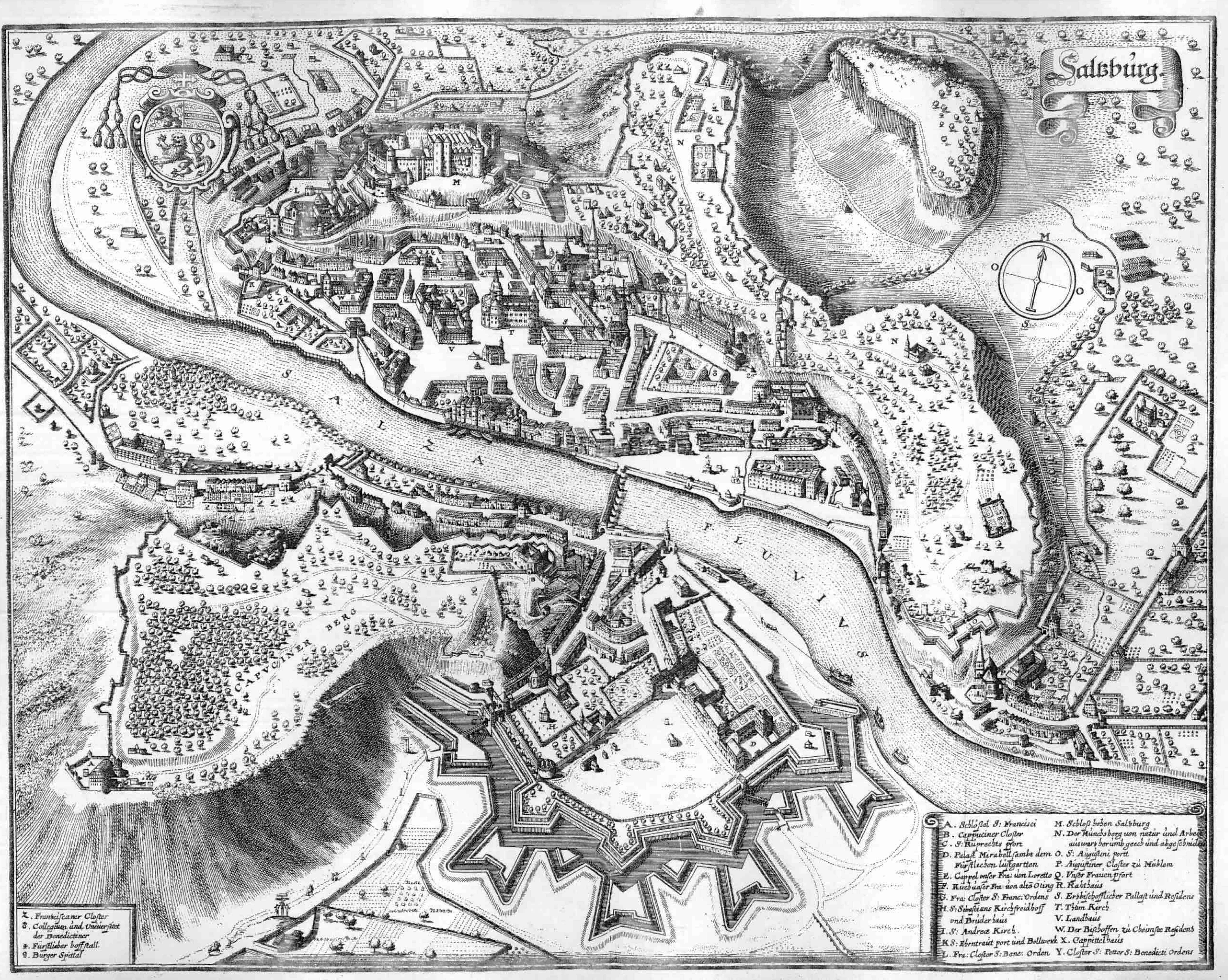
Plan de Salzbourg.
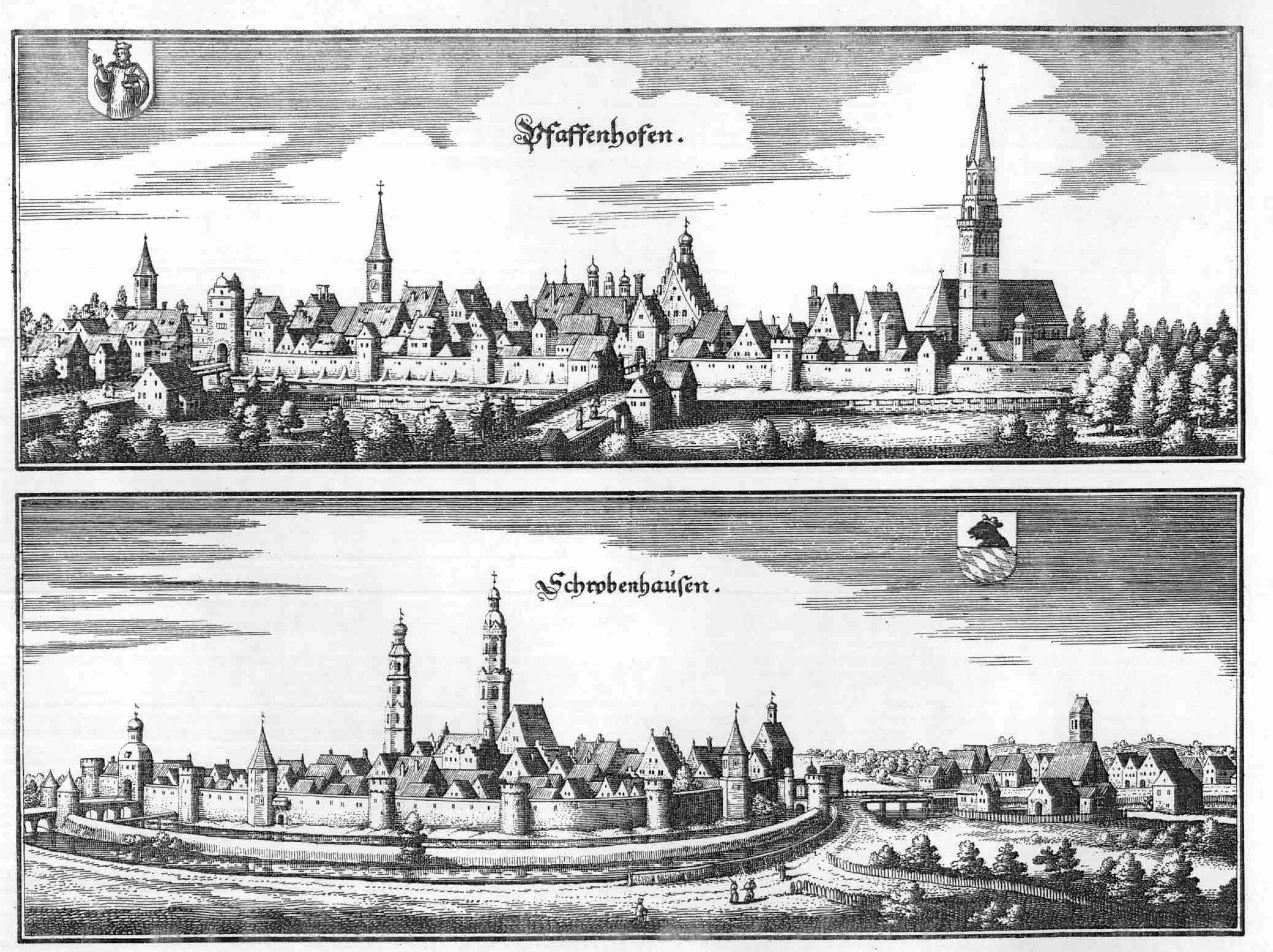
Planche avec vues de deux bourgs de Bavière.
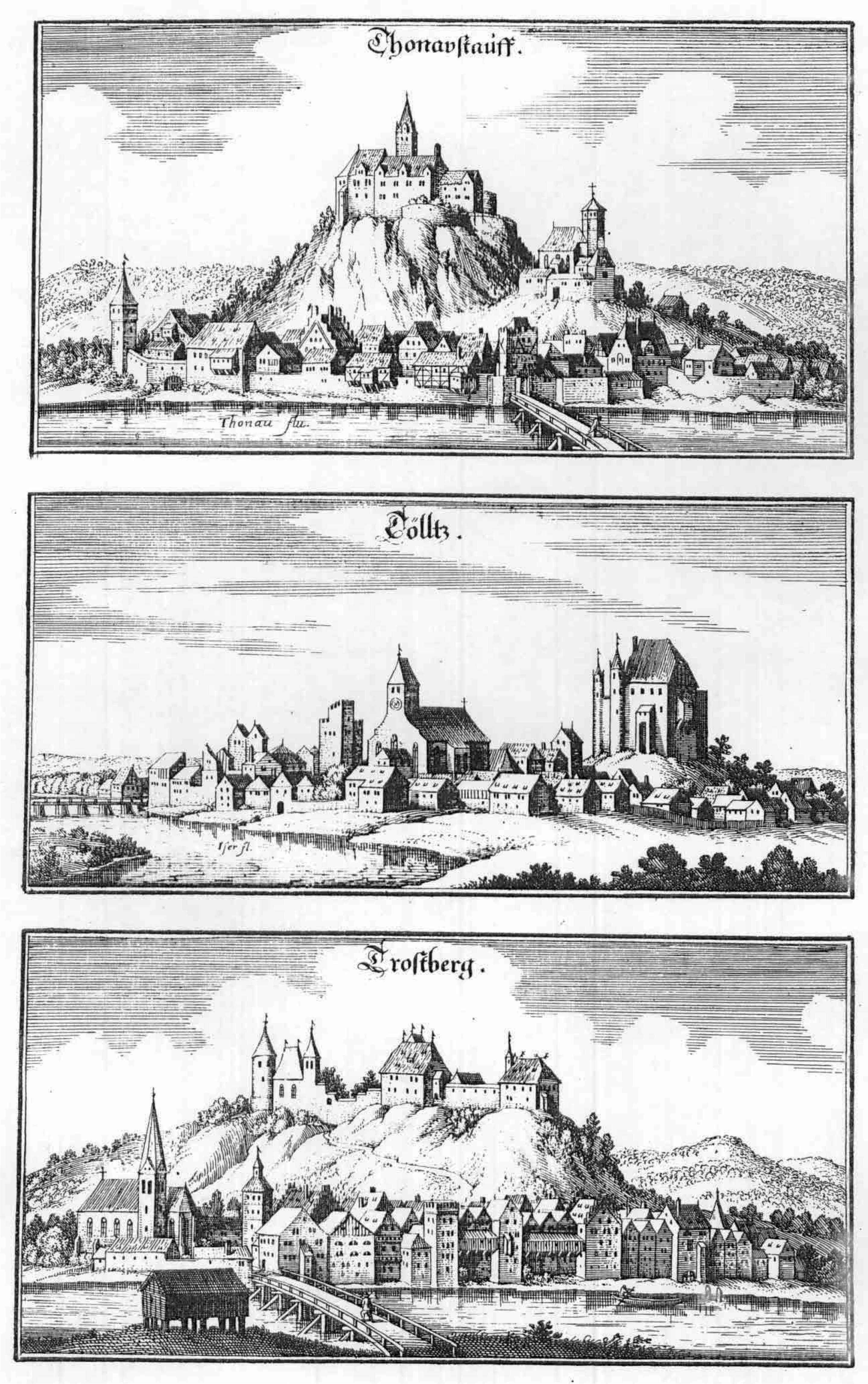
Planche avec vues de trois villages de Bavière.
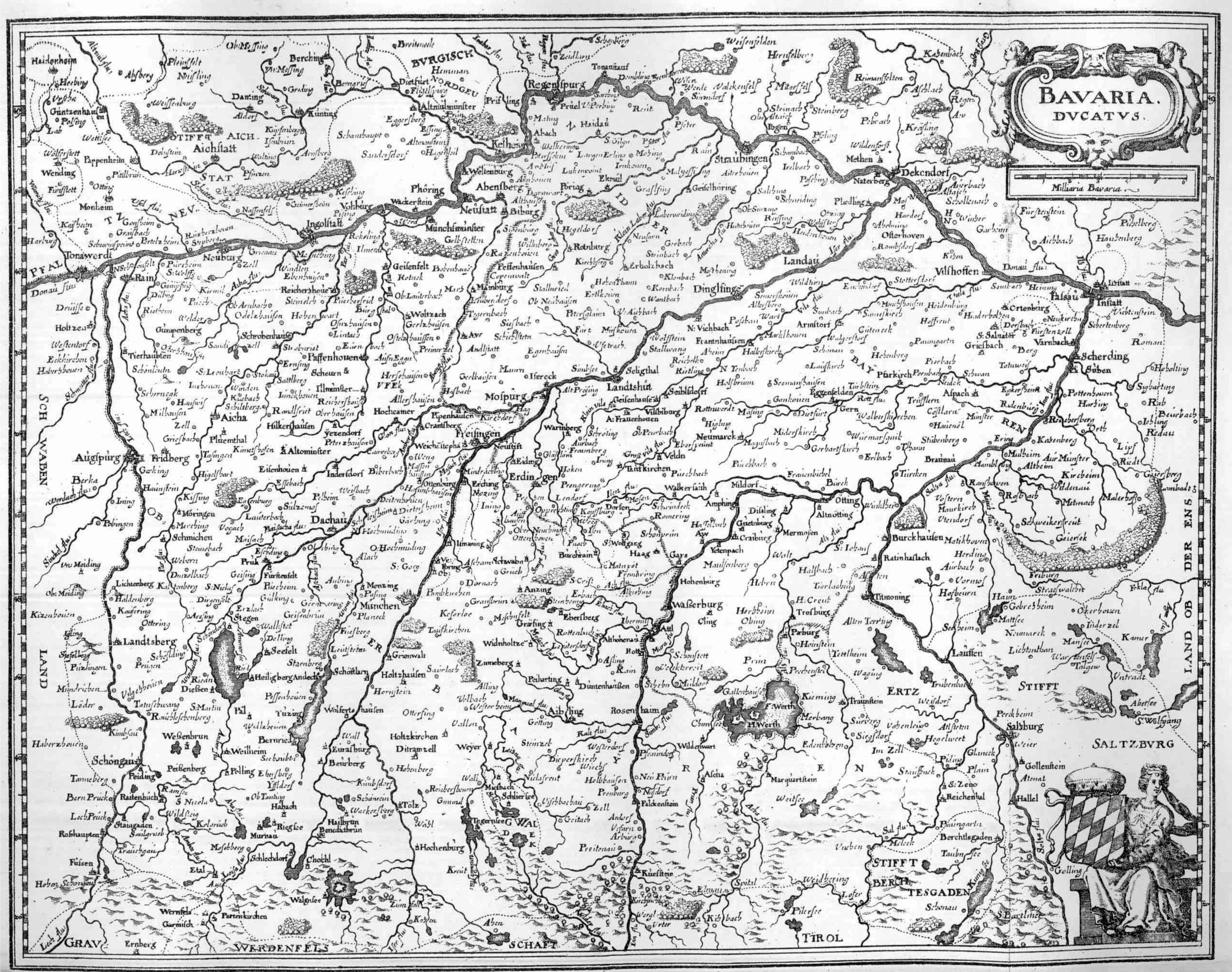
Carte du duché de Bavière.

Matthäus Merian avait alors réussi à engager le célèbre écrivain de voyages et géographe Martin Zeiller, originaire d’Ulm (1589-1661), pour la rédaction des textes. Il est également l’auteur du journal de voyage Itinerarium Germaniae novantiquae (1632), considéré comme le « premier Baedeker allemand » (du nom de Karl Baedeker, auteur allemand de guide touristique), et de l’Itinerarium Italiae novantiquae (1640) avec des gravures sur cuivre de Matthäus Merian. Pour les textes de la Topographia, Zeiller s’appuya sur ses propres œuvres ainsi que sur la Sponheimer Chronik de Johannes Trithemius (1462-1516), la Cosmographia Universalis de Sebastian Münster (1489-1552) et sur des sources locales.
Les vues de villes de la Topographia renseigne souvent sur l’état des villes avant les destructions de la Guerre de Trente Ans, ce qui leur confère aujourd’hui encore une grande valeur culturelle et historique. Merian lui-même disait à ce sujet que ces dessins représentaient souvent un état idéal des constructions d’un âge doré qui en réalité ne subsistait plus ; ils constituaient de ce fait également un modèle parfait pour la reconstruction.

## Le dessinateur et graveur
Les gravures sur cuivre des neuf premiers volumes de la Topographia (1642-1648) sont  pour la plupart des dessins et épreuves attribués à Merian l'Ancien. Il faisait en plus travailler des topographes, illustrateurs et graveurs de renom dans son atelier de Francfort, et notamment ses deux fils Matthäus le Jeune et Caspar, ainsi que son élève Wenceslas Hollar (Prague 1607- Londres 1677). Il recevait également des épreuves de Wilhelm Dilich (vers 1572-1650 Dresde) et d’autres artistes. Au total, on a relevé le nom de plus de cinquante artistes ayant travaillé à la Topographia.

## La maison d’édition Merian
Depuis la publication du premier volume de la Topographia en 1642, tous les volumes furent préparés en vue de l’impression et édités dans la maison d’édition propre de Merian, à Francfort-sur-le-Main ; l’impression était en partie confiée à des imprimeurs de Francfort, et notamment aux imprimeries de Wolfgang Hoffmann et de Johann Georg Spörlin.
Après la mort de Matthäus Merian le 19 juin 1650, ses fils Matthäus le Jeune et Caspar reprirent la direction de la maison d’édition sous le nom de Matthäus Merians Seel. Erben. En 1687 la maison d’édition passa aux mains de la  troisième génération, c’est-à-dire à Johann Matthäus Merian (1659-1716), un fils de Matthäus Merian le Jeune, qui fut plus tard anobli et élu au Geheimer Rat par le prince électeur de Mayence. Après la mort de Johann Matthäus en 1716 ce fut sa nièce, Charlotte Maria von Merian (1691-1729) qui dirigea l’entreprise jusqu’à sa dissolution en 1727.
En plus des nombreuses éditions de la Topographia publiées par la maison d’édition Merian, il y eut entre autres les éditions pirates hollandaises par la dénommée Bande Suisse de 1644 ainsi que des impressions tardives étrangères à la maison d’édition à partir de plaques originales. Enfin, il existe également les toutes premières impressions d’Ulm, non illustrées, avec des textes de Martin Zeiller.